# مركبة قتالية

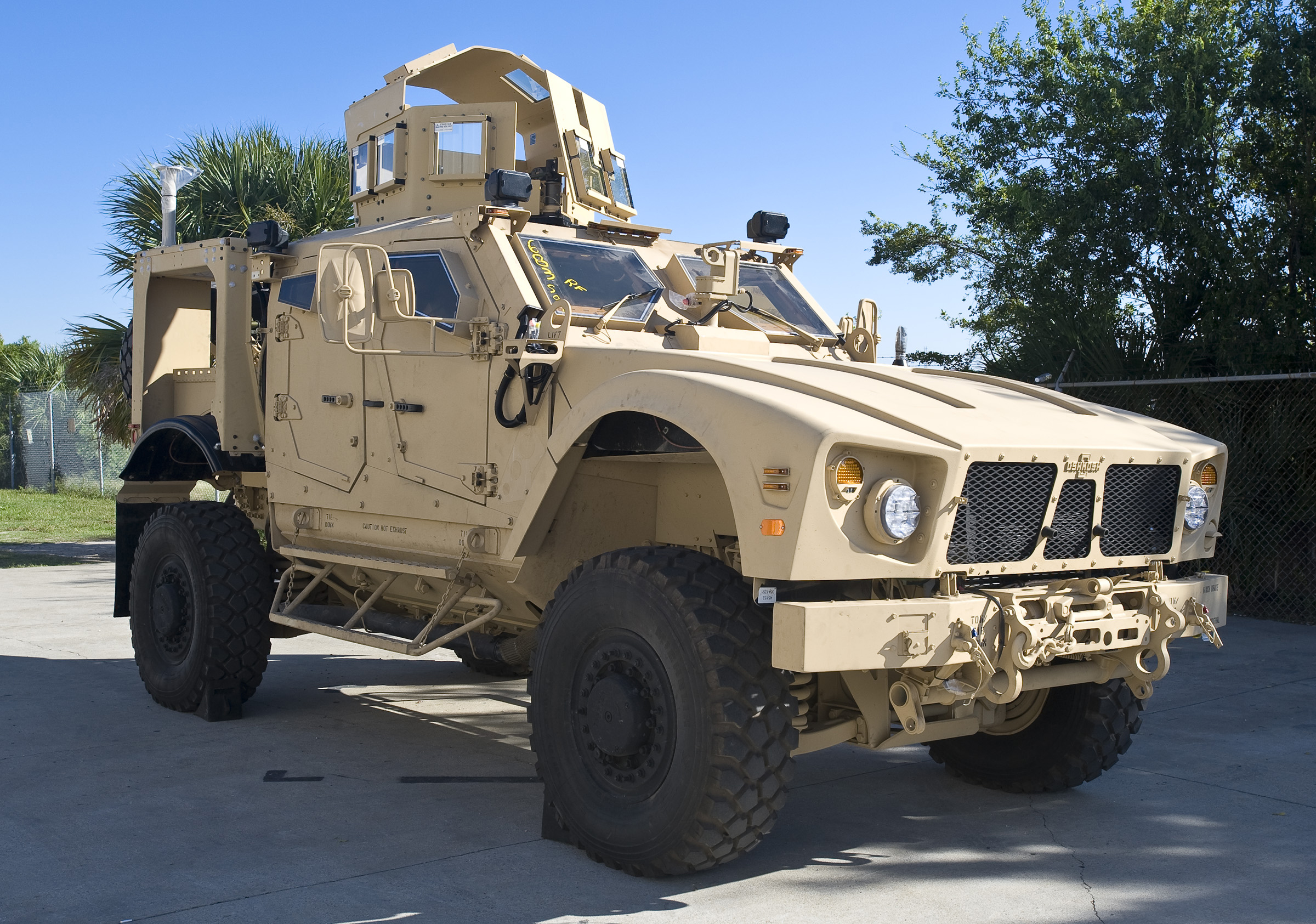
أوشكوش إم-أي تي في، مركبة محمية من الألغام

مركبة قتالية، تُعرف أيضًا باسم مركبة قتالية برية، هي مركبة عسكرية مدفوعة ذاتيًا تستخدم في العمليات القتالية في الحروب المدرعة. يمكن أن يكون المركبات القتالية العجلات أو تعقب.

## التاريخ

### عتيق

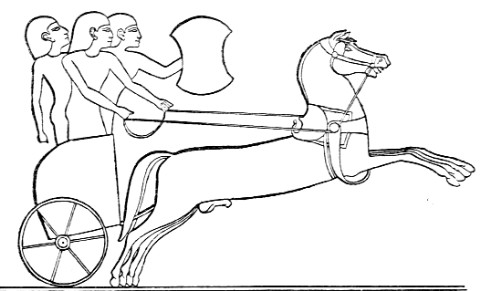
عربة الحثيين (رسم نقش مصري)

العربات هي نوع من المحفة التي تستخدم الحيوانات (الخيول دائمًا)  لتوفير قوة دافعة سريعة. تم استخدام العربات للحرب باعتبارها «تاكسيات قتالية» ومنصات الرماية المتنقلة، بالإضافة إلى ملاحقات أخرى مثل الصيد أو التسابق للرياضة، وكوسيلة رئيسية للعديد من الشعوب القديمة، عندما كانت سرعة السفر مطلوبة بدلاً من مقدار الوزن الذي يمكن أن يكون يتم حملها. كانت المركبة الأصلية عبارة عن وسيلة نقل سريعة وخفيفة ومفتوحة ذات عجلتين سحبها حصانان أو أكثر تم ربطهما جنبًا إلى جنب.

### عصري
في العصر الحديث، يتم حماية المركبة القتالية بواسطة دروع قوية ومسلحة بالأسلحة، والتي تجمع بين التنقل العملياتي والهجوم التكتيكي والقدرات الدفاعية.

## التصميم

### التشغيل الآلي

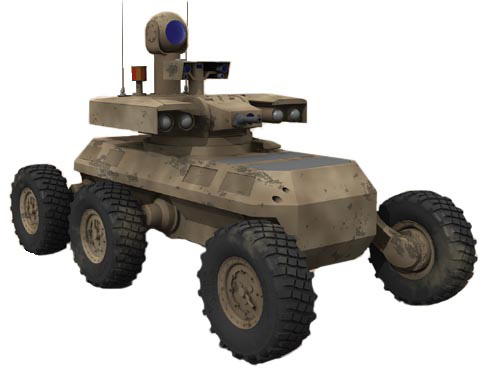
المركبات الآلية المسلحة من MULE

تعمل أتمتة المهام البشرية على تقليل حجم الطاقم المطلوب مع إدخال تحسينات على الروبوتات. يمكن أن تساعد التحسينات على الأتمتة في تحقيق الفعالية التشغيلية من خلال قوة مركبة قتالية أصغر وأكثر اقتصادا. أثبتت أتمتة المركبات القتالية أنها صعبة بسبب الكمون الزمني بين المشغل الذي يتحكم في السيارة والإشارة التي يتم استقبالها. على عكس القوات الجوية، يجب على القوات البرية الإبحار في التضاريس والتخطيط حول العقبات. الآثار التكتيكية السريعة لتشغيل مركبة مسلحة في بيئة قتالية كبيرة.

### التدابير المضادة
يتزايد استخدام الدروع المصنوعة من التيتانيوم في المركبات القتالية. يمكن أن يؤدي استخدام التيتانيوم إلى تخفيف وزن السيارة.
يمكن تطبيق الدروع التطبيقية بسرعة على المركبات وقد تم استخدامها على نظام المدرعة M8 للجيش الأمريكي.
إخماد الحرائق